# Antonio de Morga

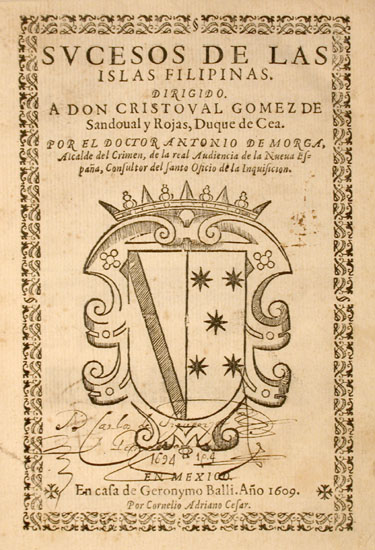
Page de titre de Sucesos de las Islas Filipinas (Histoire des îles Philippines)

Antonio de Morga Sánchez Garay Lopez de Garfias (Séville, 2 octobre 1559-Quito, 21 juillet 1636) est un historien, avocat et administrateur colonial espagnol.

## Biographie

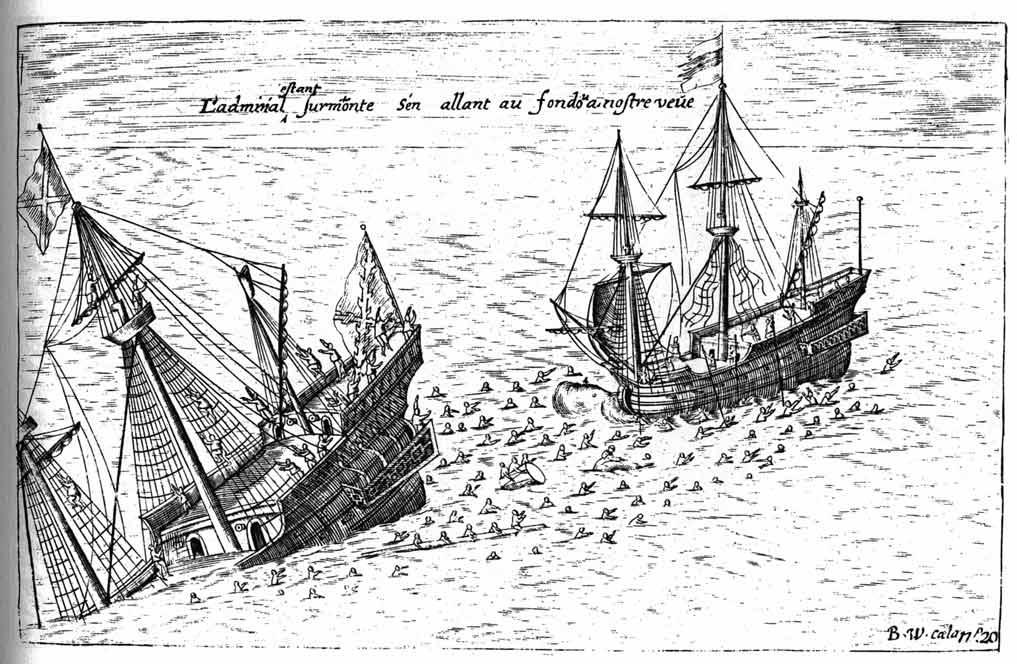
Illustration de 1603 représentant le combat du San Diego de Morga contre le Mauritius de Van Noort

Il fait des études de droit aux universités de Salamanque et d'Osuna (1574) et est reçu docteur en droit canonique en 1578. Il est envoyé aux Philippines en 1593 comme Lieutenant-Gouverneur.
En 1598, il est nommé à la Cour de Justice de Manille où il établit un catalogue des marchandises importées de Chine. En 1600, lorsqu'Olivier van Noort attaque la ville, il est placé à la tête d'une flotte de trois bateaux comme capitaine général (1er décembre 1600) et parvient à la sauver (14 décembre 1600), il survit au naufrage de son navire, le San Diego. Il quitte Manille en 1603 pour le Mexique puis, en 1613, pour Quito où il est nommé président de l'Audiencia et où il arrive en 1615.

## Œuvre
- Sucesos de las islas Filipinas, 1609